# Trinitariërskerk
De Trinitariërskerk is een voormalige kloosterkerk en de parochiekerk van de Luxemburgse stad Vianden.

## Geschiedenis
De Orde der Trinitariërs, gesticht in 1198, vestigde zich in 1248 in Vianden, toen ze een hospitaal geschonken kregen dat midden in de stad lag. Zij bouwden daar een klooster en een kerk, waarvan het hoofdaltaar in 1252 werd gewijd. De kerk werd in 1266 tot parochiekerk verheven.

## Gebouw
Het betreft een tweebeukig kerkgebouw zonder toren, omdat de trinitariërs als bedelorde geen toren op hun kerken toestaan. Op het dak staat wel een dakruiter. Het meerzijdig afgesloten koor werd in de 17e eeuw gebouwd. Vanaf 1603 dienden de klokken van een nabije wachttoren als kerkklokken. Deze Hockelstoren staat honderd meter ten noordoosten van de kerk, dichter bij de rivier de Our.
Het huidige hoofdaltaar is van 1758 en uitgevoerd in rococostijl. De noordelijke beuk bevat een sacramentsaltaar. De preekstoel is afkomstig van de Jezuïetenkerk in de stad. Het orgel is van 1693 en uitgevoerd in barokstijl.
Bij de kerk bevindt zich ook een kloostergang.
Het orgel werd in 1938 geklasseerd als monument en de kerk in 2002.

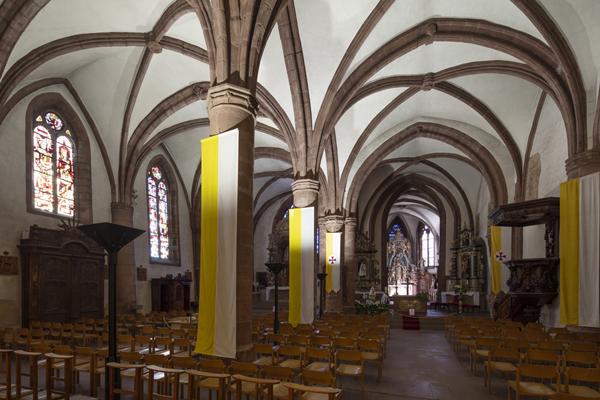
Interieur
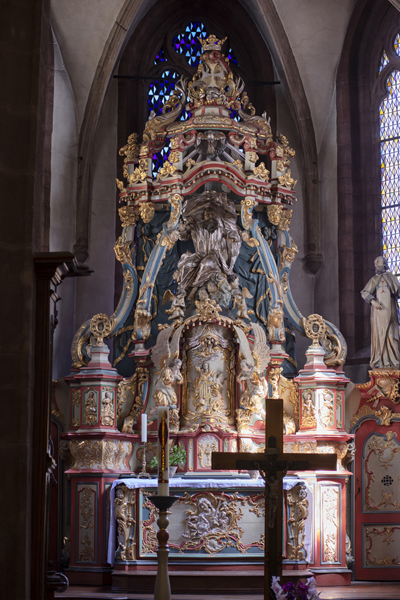
Altaar door Michael Weiler (1758)
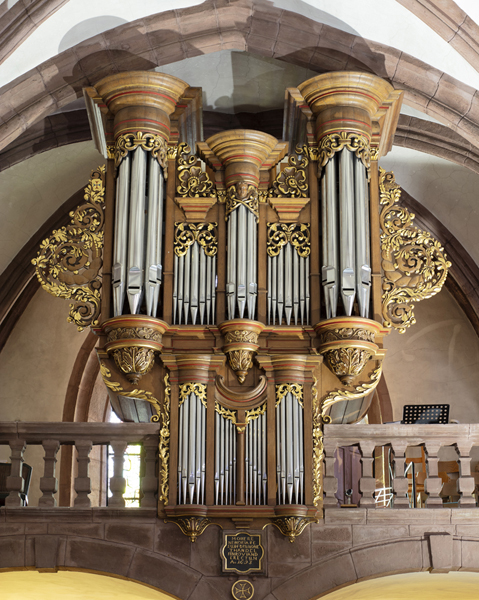
Orgel
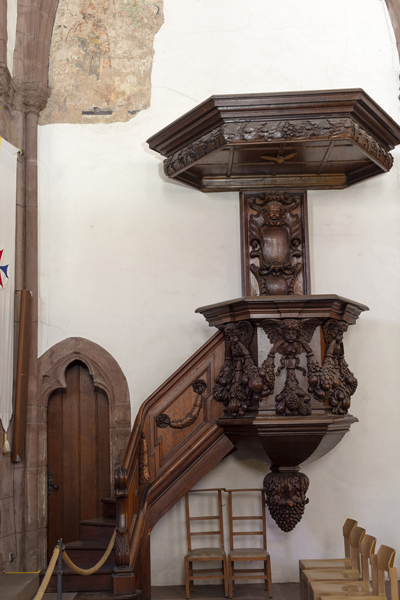
Preekstoel
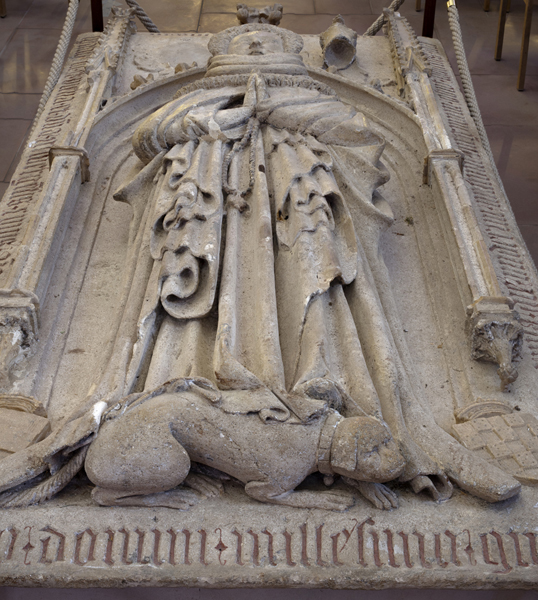
Graf van Maria van Spanheim